# Nacionalismo irlandés

Bandera de la República de Irlanda, muy usada por el nacionalismo irlandés.

La bandera del arpa verde fue utilizada por primera vez por las tropas confederadas irlandesas en la guerra de los once años y se convirtió en el principal símbolo del nacionalismo irlandés desde el hasta principios del.

El nacionalismo irlandés es un movimiento político que lucha por la unión de toda la isla de Irlanda para librarla del dominio del Reino Unido. Surgió desde los prolegómenos de la rebelión que sacudió a la isla de Irlanda en 1641, cuando los nativos se rebelaron contra los colonos procedentes de Inglaterra y de Escocia.
Algunos de sus ejemplos más extremos son el Ejército Republicano Irlandés (más conocido como IRA) (Óglaigh na hÉireann o "ejército de voluntarios" en gaélico irlandés, Irish Republican Army en inglés) que desde finales del siglo XIX ha llevado a cabo ataques terroristas en Irlanda del Norte, la República Irlandesa e Inglaterra; en especial en contra de la población protestante de Irlanda del Norte y las autoridades civiles y militares en Inglaterra.
El Reino de Irlanda se unió al Reino Unido en el año 1800. El nacionalismo irlandés ha abogado por la separación del Imperio británico desde mediados del siglo XIX, haciéndose efectiva la Independencia tras la Partición de Irlanda en 1922 con la creación del Estado Libre Irlandés, que posteriormente se constituyó como la actual República de Irlanda en 1947. Asimismo, el nacionalismo irlandés apoya firmemente a la reunificación de la isla, es decir que Irlanda del Norte (hoy parte del Reino Unido) se una a la actual República de Irlanda. Esto ha traído como consecuencia el Conflicto de Irlanda del Norte aún vigente en la actualidad.

## Raíces
Irlanda ha estado sometida al control inglés de forma variable desde finales del siglo XII (véase Irlanda normanda). Los nativos trataron de resistir la conquista a través de medios militares, pero su estructura formada por pequeños señoríos independientes y la ausencia de un objetivo común, como la creación de un estado independiente, facilitó la empresa a los conquistadores. El conflicto causado por la presencia inglesa se intensificó tras la reforma protestante en Inglaterra, que introdujo un elemento religioso en la reconquista Tudor del siglo XVI, en tanto en cuanto la mayoría de los irlandeses continuaron siendo católicos. Muchos de los terratenientes católicos fueron desposeídos de sus tierras durante el proceso de colonización y sus propiedades entregadas a una nueva clase protestante terrateniente procedente de Inglaterra y Escocia. Además, la colonización del Úlster, iniciada en 1609, significó la “plantación” de una importante colonia de ingleses y escoceses en el norte de la isla.
Lo más parecido a una campaña nacionalista contra la presencia inglesa fue la rebelión iniciada por Hugh O'Neill, conde de Tyrone y Red Hugh O'Donnell, dos de los nobles gaélicos más poderosos del Úlster, en la década de los 90 del siglo XVI. Esta rebelión, conocida como la guerra de los nueve años o Rebelión de Tyrone estuvo a punto de expulsar a los ingleses y convertir a Irlanda en un protectorado español. Sin embargo, pese a definirse como un movimiento de irlandeses católicos contra ingleses protestantes, las fuerzas de O'Neill no dejaban de ser una coalición de clanes y nobles que cambiaban de planes y lealtades según sus intereses. Muchos historiadores ven a O'Neill motivado por la ambición personal de asegurar su autoridad en el Úlster. 
Más significativos fueron los acontecimientos de los años 1641-1653, que se iniciaron con la rebelión gaélica, cuando una coalición de irlandeses e ingleses viejos, crearon un estado independiente de facto que luchó en las guerras de los tres reinos, conocido como la Confederación de Irlandeses Católicos. Los confederados, (conocidos también como la Confederación de Kilkenny), afirmaban la independencia de Irlanda frente a Inglaterra, aunque aceptando al mismo monarca. Exigían la autonomía para el parlamento irlandés, plenos derechos para los católicos y el fin de la incautación de las propiedades de los terratenientes católicos. Sin embargo, la causa confederada fue derrotada durante la conquista de Cromwell entre 1649 y 1653 y la vieja clase católica terrateniente fue definitivamente desposeída de sus privilegios.
Un movimiento monárquico similar apareció durante el período de 1680-90, cuando los católicos irlandeses Jacobitas apoyaron a Jacobo II tras su deposición por la Revolución Gloriosa. Los jacobitas demandaban mayoría católica en un parlamento irlandés autónomo, la restitución de las tierras confiscadas a los católicos y el nombramiento de un Lord Teniente de Irlanda irlandés. Al igual que los confederados del 1640, los jacobitas eran conscientes de representar la “nación irlandesa”, pero no eran separatistas y representaban principalmente a la clase propietaria. Como los confederados, también fueron derrotados en la guerra guillermita de Irlanda entre 1689 y 1691. A partir de entonces, el gobierno y la propiedad quedaron en manos de la cada vez más poderosa Ascendencia Protestante. Los católicos se vieron nuevamente apartados de las posiciones de poder con la nueva legislación penal. 
Esta coincidencia de identidades religiosa y étnica (católica y gaélica), así como la conciencia de haber sido desposeídos y derrotados por los británicos protestantes acabaría por convertirse en uno de los rasgos fundamentales del nacionalismo irlandés.

## Primitivo nacionalismo. De Grattan a O'Connell
Los protestantes que dominaron el parlamento durante el siglo XVIII demandaron en repetidas ocasiones una mayor autonomía de este respecto del británico, particularmente la derogación de la ley de Poyning, que permitía que este último legislase Irlanda. 
Aquellos parlamentarios que más abiertamente se manifestaron en favor de un mayor grado de autogobierno eran conocidos como “patriotas”, por ejemplo Henry Grattan, que logró una sustancial independencia legislativa sustancial entre 1782 y 1783. Grattan y los elementos radicales del partido del “Whig irlandés” reivindicaron igualdad para los católicos en la década de 1790 para la igualdad política católica y la reforma del proceso electoral. Por otro lado, era partidario de mantener con Gran Bretaña aquellos lazos mutuamente beneficiosos, que explicaba con su comentario: 'El canal [mar irlandés] prohíbe la unión; el océano prohíbe separación'. 
El carácter nacionalista del movimiento de Grattan ha sido objeto de discusión debido a que muchos de sus seguidores eran descendientes de la “minoría colonial”. Sin embargo, otros nacionalistas reconocidos como Neilson, Tone o Emmet también descendían de familias inglesas llegadas a la isla con posterioridad al 1600. 
El nacionalismo irlandés moderno con aspiraciones democráticas nació en la década de 1790 cuando Theobald Wolfe Tone fundó la Sociedad de los Irlandeses Unidos, con el propósito de eliminar la discriminación religiosa para fundar después una República independiente. Tone y la mayor parte de los líderes de los Irlandeses Unidos eran protestantes inspirados por Revolución francesa, que soñaban con una sociedad sin divisiones sectarias, que atribuían a la dominación británica. Recibieron importantes apoyos de la Primera República Francesa, enemiga entonces de la Santa Sede. Los Irlandeses Unidos se levantaron en armas en 1798 (véase rebelión irlandesa de 1798), provocando una serie de desórdenes y enfrentamientos violentamente reprimidos por las autoridades británicas. Posteriormente, el Parlamento Irlandés votó su autodisolución y con la entrada en vigor del Acta de Unión de 1800 Parlamentarios irlandeses pasaron a ocupar su escaño en el Parlamento de Westminster. (Véase historia de Irlanda)
Dos formas de nacionalismo irlandés surgieron entonces de estos acontecimientos. Uno era un movimiento radical, conocido como Republicanismo irlandés, el cual abogó por el uso de la fuerza para fundar una República secular e igualitaria, representado por grupos como el de la Joven Irlanda, algunos de los cuales lanzaron una rebelión en 1848. 
La otra tradición nacionalista era más moderada, partidaria del empleo de medios no-violentos para obtener concesiones del gobierno británico. Mientras que ambas tradiciones eran predominantemente católicas en su base, la jerarquía de la iglesia se oponía al separatismo republicano debido a sus métodos violentos y a su ideología secular, mientras que apoyaba al nacionalismo reformista no-violento.
Daniel O'Connell se convirtió en el líder de este nacionalismo moderado. O'Connell, jefe de la Asociación católica y de la Asociación por la Derogación en los años 20, 30 y 40, hizo campaña en favor de la emancipación católica - el pleno derecho político para los católicos - y después de la “derogación de la unión”, esto es, la abolición del Acta de 1800 y la creación de un gobierno autónomo irlandés bajo la corona. Logró que se aprobaran leyes que emanciparan a los católicos, pero no tuvo tanta suerte con el autogobierno. El movimiento de O'Connell era más explícitamente católico que sus predecesores del siglo XVIII. Gozó del apoyo del clero católico, que se habían opuesto a las ideas de los Irlandeses Unidos y reforzó la asociación entre la identidad irlandesa y catolicismo. Los miembros de la Joven Irlanda, una escisión de la Asociación, utilizaban símbolos tradicionales irlandeses como el arpa y organizaban sus convocatorias en lugares como Tara o Clontarf fuertemente vinculados a la historia irlandesa.

## Asociación por la Derogación / Joven Irlanda
A finales del siglo XIX, el nacionalismo irlandés se convirtió en la ideología dominante en Irlanda, lo que se reflejó en un partido parlamentario fuerte en el Parlamento del Reino Unido en Westminster que intentaba lograr la derogación del Acta de Unión de 1800. Durante este período se produjo el nacimiento del movimiento feniano, cuyos máximos exponentes fueron la IRB y el Clan na Gael, su organización hermana radicada en los Estados Unidos.
La Gran Hambruna de los años 1845 - 1849 deterioró la imagen del gobierno británico en Irlanda, al que se le reprochó su incapacidad para evitar la muerte por inanición de más de un millón de personas. Entretanto, el Clan na Gael, liderado por John Devoy había estado preparando un ejército de veteranos irlandeses de la guerra de Secesión para invadir Canadá y exigir la retirada del gobierno británico de Irlanda. Al mismo tiempo, la IRB encabezaba otro alzamiento en la isla, que fue desbaratado rápidamente gracias al trabajo de los espías británicos.[cita requerida]

## Liga Agraria
Las movilizaciones nacionalistas masivas comenzaron cuando la Liga por el Autogobierno de Isaac Butt decidió implicarse en cuestiones sociales a finales de la década de 1870.[cita requerida] Michael Davitt, miembro de la IRB, fundó en 1879 la Liga Agraria Irlandesa para reivindicar los derechos de los arrendatarios. La cuestión agraria en Irlanda estaba profundamente conectada con el nacionalismo, ya que en el siglo XIX la mayor parte de la clase propietaria irlandesa era mayoritariamente un grupo Anglo-Irlandés Protestante, conocido como la Ascendencia, cuyas tierras habían sido arrebatadas a los católicos en los siglos anteriores. De hecho, los discursos y los escritos de la Liga hacían siempre referencia a estas circunstancias.
Otra visión sugiere que la Liga Agraria hunde sus raíces directamente en las asociaciones de arrendatarios formadas durante la época de expansión vivida durante el gobierno de Lord Palmerston durante las décadas de 1850 y 1860, que aspiraban a reforzar la situación económica que habían alcanzado.[cita requerida] Tras la depresión de 1879 y la consiguiente caída de precios y beneficios, estos agricultores se veían amenazados por la subida de las rentas y los desahucios por impago. Además, los pequeños granjeros del oeste se enfrentaban a la posibilidad de otra hambruna durante el duro invierno de 1879. En un primer momento, la Liga Agraria centró su campaña en las "Tres efes" -fair rent, free sale and fixity of tenure (renta justa, libertad de venta y seguridad en el arrendamiento). Posteriormente, dieron un paso más al reivindicar la redistribución de la tierra de los propietarios a los arrendatarios, lo que finalmente consiguieron en 1903.[cita requerida]
Los militantes nacionalistas enseguida comprendieron que apoyando la reforma agraria podrían conseguir mucho apoyo entre el pueblo irlandés; por ello, la IRB decidió adoptar en 1879 un Nuevo Rumbo (New Departure).[cita requerida]. El republicano Clan na Gael vio en esto una gran oportunidad para orientar la agitación popular hacia el autogobierno de Irlanda. Los disturbios alcanzaron cotas importantes de violencia cuando los miembros de la Liga se resistieron a los desahucios forzosos realizados por el Ejército Británico y la RIC, en lo que se ha conocido como Guerra Agraria.
Estos desórdenes finalmente acabaron con el Gobierno británico subvencionado la venta de las tierras de los Terratenientes a sus arrendatarios a través del Acta agrario irlandés diseñado por William O'Brien. Además, sirvió para proporcionar una base popular para los nacionalistas irlandeses constitucionales que habían creado la Liga por el Autogobierno en 1873. Charles Stewart Parnell (paradójicamente, un terrateniente protestante) se situó al frente de la Liga Agraria y aprovechó la popularidad alcanzada para lanzar en 1882 la campaña de la Liga Nacional Irlandesa por el Autogobierno.

## Nacionalismo cultural
Un rasgo importe del nacionalismo irlandés surgido a finales del siglo XIX fue su compromiso con la cultura gaélica irlandesa. Un amplio movimiento intelectual autodenominado Renacimiento céltico apareció a finales del siglo XIX, iniciado por artistas y escritores de ascendencia angloirlandesa preocupados por la identidad nativa y cultural de Irlanda. Otras organizaciones para la promoción del irlandés y del Renacimiento gaélico fueron la Liga Gaélica, posteriormente Conradh na Gaeilge. También se fundó en estos años la Asociación Atlética Gaélica (GAA) para la promoción del fútbol gaélico, el hurling o la Pelota irlandesa a expensas de deportes "ingleses" como el fútbol, el rugby o el cricket.
Curiosamente, la mayoría de Nacionalistas culturales eran angloparlantes nativos y sus organizaciones tuvieron un impacto muy reducido en las áreas gaélico parlantes o Gaeltachtaí, donde el empleo de la lengua gaélica continuó decayendo.[cita requerida] Sin embargo, estas organizaciones consiguieron atraer a mucha gente, constituyendo el punto de partida para los movimientos nacionalistas irlandeses de los comienzos del siglo XX.

## Los inicios del Autogobierno
Aunque algunos de los principales defensores del Autogobierno como Parnell y Butt eran protestantes, el partido al que pertenecían era abrumadoramente católico. A nivel local, los sacerdotes católicos constituían una parte crucial de la organización. En contra del Autogobierno, los Unionistas del Úlster eran partidarios de mantener la unión con el Reino Unido de Gran Bretaña e Irlanda, con el eslogan Home Rule is Rome Rule (El Autogobierno es el Gobierno de Roma).
En la época, los políticos y el público británico contemplaban estos movimientos como radicales y militantes. Sus detractores citaban a menudo las palabras de Parnell en su discurso de Cincinnati, donde afirmaba estar recaudando fondos para "pan y plomo" (bread and lead). En mayo de 1882, Parnell entró en la IRB; sin embargo, su decisión de permanecer en Westminster tras la expulsión de 29 parlamentarios irlandeses y su negativa a apoyar el plan de campaña de Davitt en 1887 le señalan como un político esencialmente constitucional, aunque no opuesto al uso de movimientos militantes para presionar al parlamento. [cita requerida]
Coincidiendo con estos hechos se produjo la reforma del sistema electoral del Reino Unido, lo que permitió a muchos católicos acceder al derecho al voto. Esto supuso que el partido de Parnell se convirtió pronto en una pieza clave en la política británica. El Autogobierno fue apoyado por políticos como William Gladstone, pero chocó con la oposición tanto de  Liberales como de Conservadores en el Parlamento de Westminster. El Autogobierno hubiera significado la reinstauración de un Parlamento Irlandés en el seno del Reino Unido. Sus partidarios consiguieron presentar tres propuestas para el Autogobierno de Irlanda en la Cámara de los Comunes, pero la alianza de Conservadores y Unionistas evitó su aprobación.
Tras la caída en desgracia de Parnell y su muerte tras un escándalo de divorcio en 1891, el Partido Irlandés se escindió en dos facciones, lo que le dejó seriamente mermado en el Parlamento. Sólo tras la aprobación de la Ley de Gobierno Local de Irlanda de 1898 que concedía extensos poderes a los recién creados Consejos de condado y permitía a los nacionalistas acceder al poder en las administraciones locales gracias a la convocatoria de elecciones democráticas, y a la fundación de la Liga Unida Irlandesa por William O'Brien ese mismo año, se produjo la reunificación del Partido Irlandés de cara a las elecciones generales de 1900.[cita requerida]

### Transformación de la Irlanda rural
La primera década del siglo XX vio considerables avances en la economía y sociedad rural de Irlanda, de la que dependía el 60% del total de la población. La introducción del autogobierno local en 1898 formó políticos experimentados, capaces de afrontar un gobierno a nivel nacional en la década de 1920. La aprobación en 1903 de la Ley Wyndham gracias a O'Brien puso fin al absentismo de los terratenientes y facilitó la compra de tierras por parte de los pequeños aparceros. En 1914 el 75% de los trabajadores agrarios estaban adquiriendo las tierras de los terratenientes según las Leyes Agrarias de 1903 y 1909. O'Brien se dedicó entonces a intentar aprobar las Leyes de Trabajadores de Irlanda con la ayuda de la Asociación Agraria y Obrera Irlandesa de D. D. Sheenan; consiguió convertir a 40.000 trabajadores agrarios en propietarios de las tierras que trabajaban, cada una de un acre. "No es una exageración calificarlo de revolución social, en el sentido de que fue el primer programa público a gran escala en el país, que permitió a 250.000 personas acceder a una vivienda en propiedad bajo las Leyes Obreras hasta 1921, la mayoría construidas en 1916", lo que transformó el paisaje de la Irlanda rural.
La combinación de reforma agraria y autogobierno local proporcionó a los nacionalistas irlandeses una base económica y política sobre la que asentar sus demandas de autogobierno.
Paralelamente, se desarrollaba en el mismo período una nueva forma de nacionalismo irlandés, mucho más radical. En 1896, James Connolly fundaba en Dublín el Partido Republicano Socialista Irlandés. Este era un partido pequeño y que no tuvo demasiado éxito en las elecciones, pero su fusión de socialismo y republicanismo tendría un gran impacto en el pensamiento republicano. En 1913, durante la gran huelga general de Dublín, Connolly y James Larkin fundaron una milicia obrera conocida como el Ejército Ciudadano Irlandés para defender a los participante en la huelga de la policía. Aunque inicialmente su propósito era meramente defensivo, Connolly acabaría por convertir a este Ejército en un instrumento revolucionario, destinado a crear una República Obrera Irlandesa. Tras el estallido de la Primera Guerra Mundial, Connolly tomó la decisión irrevocable de alzarse en armas hasta el final.

### Crisis del Autogobierno 1912-1914
Finalmente el Partido Parlamentario Irlandés, encabezado por John Redmond consiguió la aprobación del Acta de Autogobierno de 1914. Sin embargo, esta autonomía se vería limitada por la posible partición de Irlanda entre norte y sur. La idea había sido considerada ya durante la Segunda Propuesta de Autogobierno de 1894. En 1912, durante la votación de la Tercera Propuesta, que sería la base de la ley, en la Cámara de los Comunes, los unionistas organizaron una resistencia a ultranza a su implementación, bajo el lema de "Ulster Covenant". En 1913 se crearon los Voluntarios del Úlster, el órgano militar del Unionismo del Úlster y de la Orden de Orange que proclamaron que recurrirían a la fuerza contra el Autogobierno. Los conservadores británicos apoyaron estas iniciativas y Randolph Churchill acuñó el eslogan "Ulster will fight and Ulster will be right" (El Úlster luchará y el Úlster estará bien). Por si fuera poco, oficiales británicos con base en Currag anunciaron que no tomarían acciones contra los Voluntarios.
Como respuesta, los Nacionalistas formaron su propio grupo paramilitar, los Voluntarios Irlandeses para apoyar la entrada en vigor del Autogobierno. Durante varios meses en 1914, la guerra civil entre ambos grupos parecía poco menos que inminente. Solamente la Liga Todos por Irlanda abogaba por hacer concesiones al Úlster para intentar evitar una participación, pero Redmond rechazó todas las propuestas. El Acta de Autogobierno fue aprobado y presentado a la firma del rey, pero el estallido de la Primera Guerra Mundial en 1914 paralizó el proceso. Esto provocó que los grupos radicales republicanos afirmaran que la independencia de Irlanda nunca podría lograrse por medios políticos.

## La Primera Guerra Mundial y el Levantamiento de Pascua
Los Voluntarios Irlandeses se dividieron ante la situación. La mayoría siguió a su líder, John Redmond, en la decisión de apoyar al gobierno británico y a los Aliados, considerando que esta opción era la única que permitiría la entrada en vigor del Acta tras la guerra. El propio Redmond declaró que "volveréis como un ejército capaz de enfrentaros a la oposición del Ulster al Autogobierno". El movimiento se convirtió en los Voluntarios Nacionales Irlandeses, un total de 180.000 hombres que servirían en las 10.ª y 16 ª Divisiones irlandesas del nuevo ejército diseñado por Horatio Kirchener.
Una minoría, liderada por miembros de la IRB, se negó a apoyar la guerra y retuvo sus armas para garantizar la puesta en práctica del Autogobierno. Dentro de este grupo, una facción comenzó a planificar la insurrección contra el gobierno británico durante la guerra.[cita requerida] James Connolly, un líder obrero que pretendía proclamar una República irlandesa socialista, se unió a comienzos de 1916 con la IRB, y en abril de ese año, un grupo formado por 1000 disidentes de los Voluntarios [cita requerida] y 250 miembros del Ejército Ciudadano Irlandés de Connolly tomaron la Oficina General de Correos de Dublín, dando comienzo a lo que se conoce como el levantamiento de Pascua Y proclamando la independencia de la República Irlandesa. El alzamiento fue suprimido al cabo de una semana y en él resultaron muertas 500 personas, en su mayoría civiles no implicados en los combates.[cita requerida] Aunque el alzamiento fracasó, la ejecución por parte de las autoridades británicas de dieciséis de los líderes de la insurrección y el arresto de más de 3.000 activistas políticos implicados suscitó las simpatías del público por los militantes republicanos.
Siguiendo su ejemplo, los partidarios del uso de la fuerza fueron adquiriendo cada vez más poder y durante los años siguientes se convertirían en el partido más poderoso de Irlanda, lo que contribuiría a la independencia pero a costa de dividir Irlanda.
Los nacionalistas moderados constitucionales, representados principalmente por el Partido Parlamentario Irlandés fueron eclipsados por el Sinn Féin, un pequeños partido al que los británicos habían culpado (erróneamente) del Levantamiento. El Partido Parlamentario había quedado desacreditado tras la suspensión del Autogobierno por la Primera Guerra Mundial; además, le había perjudicado el elevado número de bajas sufridos por los batallones irlandeses en la batalla de Galípoli y la dura respuesta británica al Levantamiento de Pascua, que consideró la rebelión como traición y llegó a declarar ley marcial.
Nuevos intentos por implementar el Autogobierno en 1916 y 1917 fracasaron. John Redmond, líder del Partido Irlandés, rechazaba la partición de la isla, pero aceptaba que no debía realizarse coerción sobre el Úlster. Una Convención Irlandesa fue programada para julio de 1917 por el primer ministro británico, Lloyd George, en la que tomarían parte nacionalistas y unionistas con el fin de encontrar un modo de instaurar el Autogobierno. Sin embargo, Sinn Féin se negó a participar en la Convención ya que ésta no iba a contemplar la posibilidad de una independencia irlandesa absoluta. Los Unionistas, liderados por Edward Carson, insistían en la partición de los seis condados del Úlster del resto de Irlanda, afirmando que la rebelión de 1916 no permitía confiar en un Parlamento establecido en Dublín.
En cualquier caso, los trabajos del Convención se vieron interrumpidos por la Ofensiva de Primavera lanzada por los alemanes en el Frente Occidental, obligando a Gran Bretaña a extender la conscripción a Irlanda, que vinculó la implantación del Autogobierno a la misma. Esta medida se convirtió en extremadamente impopular, y tanto el Partido Irlandés, liderado ahora por John Dillon, como la Liga Todos por Irlanda y el Sinn Féin se opusieron a ella. La Crisis de la Conscripción de 1918 contribuyó decisivamente a extender el apoyo al Sinn Féin entre la población. El Armisticio de Compiègne puso fin a la Guerra en noviembre, tras lo que se convocaron nuevas elecciones.

### Separatismo militante e independencia irlandesa
En las elecciones generales de 1918, el Sinn Féin obtuvo 73 escaños, 25 de ellos sin oposición, lo que significaba en términos relativos un 70% de la representación irlandesa. Obtuvo un total del 47,5% del voto, aunque la representación en el Úlster fue minoritaria. En total, obtuvieron 485.105 votos contra 236.393 del IPP, 305.206 para los Unionistas y 15.037 para los Laboristas.
Los Parlamentarios de Sinn Féin se negaron a ocupar sus asiento en Westminster, estableciendo su propio Parlamento, el First Dáil, en enero de 1919 y proclamando la República de Irlanda. Los nacionalistas del sur de Irlanda, impacientes ante la lentitud en el proceso de autogobierno, ignoraban la cuestión pendiente del Úlster, argumentando que a los unionistas no les quedaría otra opción que aceptar la independencia. El 11 de septiembre de 1919, los británicos proscribieron el Dáil, declarándolo una asamblea ilegal ya que Irlanda seguía formando parte del Reino Unido.
Arthur Griffith, por ejemplo, era partidario de la resistencia pasiva frente al uso de la fuerza, pero no pudo hacer nada frente a la violenta guerra de guerrillas entre el IRA y las fuerzas de la corona entre 1919-1920. El conflicto militar se saldó en 1919 con unos cuantos asesinatos, pero a partir del verano de 1920, las cifras comenzaron a incrementarse tras la llegada a Irlanda de dos fuerzas paramilitares británicas: los Black and Tans y la División Auxiliar. Entre noviembre de 1920 y julio de 1921, en torno a 1000 personas perdieron la vida (por solo 400 hasta entonces).
Al mismo tiempo, en el noreste del Úlster estalló una guerra sectaria cuando, en julio de 1920, grupos de lealistas, ayudados ocasionalmente por la Ulster Special Constabulary, atacaron a la población nacionalista católica en represalia por las acciones del IRA. Este conflicto que duró hasta el verano de 1922 se cobró 550 vidas, el 58% de las cuales correspondían a civiles católicos.

### Dividiendo Irlanda
Mientras, los británicos trataban de resolver el conflicto tomando como base el autogobierno e introduciendo una cuarta ley de autogobierno. Esta tendencia venía impuesta por el líder unionista Sir Edward Carson y la abstención del Sinn Féin del Parlamento de Westminster. Carson consiguió asegurar el autogobierno para seis condados del Úlster como Irlanda del Norte, y el primer ministro Lloyd George concedió igualmente el autogobierno a los otros veintiséis condados de Irlanda del Sur bajo el Acta de Gobierno de Irlanda de 1920. Sin embargo, el acuerdo de gobierno autónomo limitado ya no era aceptable para los nacionalistas irlandeses, que se consideraban el gobierno legítimo de la República de Irlanda, incluyendo toda la isla. Tras las elecciones de mayo de 1921, el parlamento de Irlanda del Norte inició sus sesiones el 7 de junio
El Acta de 1920 autorizaba a la creación de un Consejo de Irlanda que se encargaría del establecimiento de fronteras, con la perspectiva de lograr la unidad de la isla en 50 años (1971).
Las luchas en el sur concluyeron el 11 de julio de 1921 con una tregua entre el IRA y el Gobierno Británico. Tras varios meses de negociación, el Dáil y el gobierno de Lloyd George firmaron en diciembre el Tratado Anglo-Irlandés, pese a que la violencia en el norte continuaba. Este Tratado ofrecía a "Irlanda del Sur" una independencia mucho mayor que la prevista en el autogobierno, aunque seguiría vinculada a la Corona británica en el marco de la Commonwealth, con un estatus de dominio, similar al de Canadá o Australia. Por su parte, se permitiría a Irlanda del Norte el quedar fuera de este Tratado y seguir formando parte del Reino Unido.
Aunque la partición de Irlanda sería el aspecto que más problemas ocasionaría a posteriori, en aquel momento, la cuestión que más ampollas levantó entre los republicanos irlandeses fue la de tener que jurar fidelidad al rey de Inglaterra (aunque este no llegase a ejercer poder efectivo en Irlanda); esto era, para algunos, una traición a la causa republicana. La cuestión de Irlanda del Norte quedaba parcialmente salvada por una disposición transitoria que redibujaría las fronteras entre ambos estados en 1925. Los republicanos confiaban en una reducción del territorio de Irlanda del Norte que hiciera inviable su pervivencia como estado, lo que llevaría finalmente a su absorción por el Sur. 
Finalmente, los representantes de Sinn Féin accedieron a la abolición de la República de Irlanda de 1919 y confirmaron la partición de la isla entre el Estado Libre Irlandés e Irlanda del Norte.
El Segundo Dáil ratificó el Tratado el 7 de enero de 1922 y en las inmediatas elecciones generales del 16 de junio vieron reforzada su posición, con 58 parlamentarios Sinn Féin pro Tratado (239.195 votos), 36 Sinn Féin anti Tratado (132.161 votos), 17 Laboristas, 7 diputados del Partido Agrícola y 10 Independientes (resto de votos 247.082). Pero para muchos republicanos, este resultado era de todo punto inaceptable. Argumentaban que el electorado había aceptado el Tratado únicamente como respuesta a la amenaza británica de guerra si este era rechazado. En aquel momento, la principal cuestión que dividía a los nacionalistas era si el nuevo estado sería totalmente soberano. Los Antitratadistas afirmaban que nunca lo sería, a los que Michael Collins, uno de los negociadores del Tratado defendía que el Tratado proporcionaría a Irlanda la oportunidad para lograr una plena independencia. Significativamente, mientras que la mayoría del gabinete del Dáil estaba a favor del Tratado, el presidente Éamon de Valera y los ministros Cathal Brugha y Austin Stack, dimitieron por estar en contra.
La partición de Irlanda no suscitó demasiada polémica, por tres razones. En primer lugar, el Tratado establecía la creación de una Comisión de Fronteras que determinaría con exactitud la frontera con Irlanda del Norte en 1925. Los nacionalistas creían firmemente que esta Comisión otorgaría grandes partes del estado británico al Estado Libre Irlandés, lo que en última instancia convertiría la existencia de Irlanda del Norte en algo inviable económicamente. En segundo lugar, el IRA en bloque, dirigido por Collins, había comenzado a preparar operaciones militares contra el Estado del norte a comienzos de 1922. Y por último, el gobierno y el parlamento de los norirlandeses ya llevaba funcionando seis meses.
Collins trató de lograr un compromiso entre las facciones pro y antitratado, proponiendo una Constitución en la que no se mencionara al rey británico, pero cualquier modificación del Tratado fue vetada por los Británicos, al entender que se había negociado de buena fe. En abril de 1922, la ejecutiva del IRA se desvinculó de la autoridad del Dáil, afirmando que habían violado su juramento de la República Irlandesa. En julio, presionado por los británicos, Collins se vio obligado a atacar a un grupo de disidentes del IRA antitratado que habían ocupado Four Courts en Dublín, iniciándose de este modo la guerra civil irlandesa. En ella se enfrentarían el recién formado Ejército Irlandés (compuesto por miembros del IRA protratado y nuevos reclutas, incluyendo veteranos irlandeses de la Primera Guerra Mundial) y los miembros antitratado del IRA (la gran mayoría de la organización), encabezados por Liam Lynch. Los Antitratadistas contaban con el apoyo de Éamon de Valera, antiguo presidente de la República. El gobierno del Estado Libre Irlandés consiguió finalmente derrotar a los antitratadistas en mayo de 1923, cuando el IRA solicitó un alto al fuego. La guerra civil costó más vidas que la guerra contra los ingleses y las atrocidades cometidas por ambos bandos llenaron de amargura la vida política irlandesa. Otro efecto de esta guerra fue la confirmación de la partición de Irlanda, ya que el IRA, dividido e inmerso en la contienda, no pudo llevar a cabo las operaciones planeadas en el Norte. Por si fuera poco, tras el asesinato de Michael Collins por Antitratadistas en agosto de 1922, la agresividad hacia el norte fue decayendo paulatinamente.

### El Estado Libre
La Guerra Civil causó una fractura permanente en el nacionalismo irlandés. En cierto modo representaba la continuación de la diferencia secular entre católicos conservadores y republicanos radicales. La posición política del nuevo estado estaba representada por el Cumann na nGaedheal (posteriormente rebautizado como Fine Gael). En estos primeros años, el gobierno del Estado Libre estuvo marcado por un intenso conservadurismo tanto en lo social como en lo económico, ante el temor de un levantamiento republicano. Las decisiones de gobierno estuvieron fuertemente marcadas por el clero católico. De hecho, hasta épocas relativamente recientes, la Iglesia católica ejerció una enorme influencia en la política y sociedad irlandesas.
En 1925, la Comisión de Fronteras establecida para estudiar las fronteras entre Irlanda del Norte y el Estado Libre Irlandés emitió su informe. Sorprendentemente para los nacionalistas irlandeses, en lugar de ceder grandes áreas del Norte al Estado Libre, este recibiría sólo una pequeña parte del sur de Armagh y Fermanagh y perdería parte de Donegal oriental. Para evitar su publicación, los gobiernos del Estado Libre y de Gran Bretaña ratificaron las fronteras de 1921, y a cambio se eximió a Irlanda de pagar parte de la deuda nacional británica.
Como consecuencia, en marzo de 1926, Sinn Féin optó por abandonar el Dáil y Eamon de Valera renunció al liderato del partido, fundando en mayo el Fianna Fáil con otros miembros del IRA anti-Tratado, y volviendo al Parlamento en 1927. Durante la década de 1930 prosiguió la violencia callejera entre los grupos pro y anti tratado. El IRA se consideraba el único heredero legítimo de la República Irlandesa de 1919, considerando al Estado Libre como un enemigo impuesto por los británicos pero tras la creación de Fianna Fáil, también de orientación republicana, su apoyo popular se redujo. Sus miembros lanzaron una campaña de bombas en Inglaterra en la década de 1940 y una campaña en las fronteras de Irlanda del Norte en los años 50. Ambas fueron un fracaso.
Por su parte, el Estado Libre desarrolló una política intensamente nacionalista. Una de sus manifestaciones más patentes fue la introducción del irlandés como lengua oficial y en la educación. Los nacionalistas soñaban con que este idioma se convirtiera en la lengua hablada del pueblo, pero nunca tuvieron éxito; muchos activistas en pro del irlandés argumentaban que este idioma se había convertido en un mero símbolo de identidad para el gobierno. En teoría, tras la aprobación de la Constitución de 1937, el Estado irlandés se comprometía con el logro de una Irlanda Unida (anexión de Irlanda del Norte). Los artículos 2 y 3 de esta constitución, afirman que el territorio del Estado irlandés incluye toda la isla de Irlanda. Sin embargo, al igual que con la recuperación del idioma irlandés, este compromiso con una Irlanda Unida ha quedado limitado a la retórica. De hecho, el gobierno de Valera detuvo y ejecutó a miembros del IRA por ataques armados contra el Norte. En 1940 se ofreció a De Valera la unificación de la isla si decidía entrar en la Segunda Guerra Mundial contra las potencias del Eje, pero declinó el ofrecimiento.
En 1949, el Estado Libre Irlandés abandonó la Commonwealth y se proclamó la República de Irlanda.

### Irlanda del Norte
En Irlanda del Norte, la comunidad católica o nacionalista era una minoría dentro de un estado Protestante y unionista. Sin embargo, la mayoría de los nacionalistas del norte no eran partidarios del republicanismo militante antes de Los Disturbios de los años 70. En 1918 habían votado mayoritariamente al Partido Nacionalista, moderado en lugar de al extremista y republicano Sinn Féin, y así continuarían haciendo lo mismo hasta el convulso final de los años 60. El Partido Nacionalista empezó a ser visto como un grupo irrelevante tras la campaña en pro de los Derechos Civiles lanzada para acabar con la discriminación que sufría la minoría católica del Úlster (véase Asociación por los derechos civiles de Irlanda del Norte). Sin embargo, la agitación promovida por esta campaña provocó la reacción inmediata de los Unionistas y de la Fuerza Voluntaria del Úlster, que afirmaban que esta asociación no era más que otra manifestación del IRA, haciendo estallar la violencia en un conflicto de treinta años de duración conocido como Los Disturbios (The Troubles)
El IRA, que se había orientado hacia el marxismo durante los últimos años de los 60 se escindió en dos ramas, el IRA Oficial y el IRA Provisional. Los "Oficiales" abandonaron la lucha armada en 1972, mientras que los "Provisionales" o "Provos" lanzaron una guerra de guerrillas contra el estado de Irlanda del Norte con el propósito de crear una nueva República Irlandesa que abarcara los 32 condados. Esta campaña militar duraría hasta finales de los 90.
Tras esto, los nacionalistas del norte se decantarían principalmente por el Partido Socialdemócrata y Laborista (SDLP), un partido moderado y social demócrata. El SDLP, liderado por John Hume, defendía la coexistencia pacífica con los Unionistas en Irlanda del Norte, mientras otros muchos nacionalistas apoyaban al IRA Provisional, al que percibían como su principal valedor, especialmente en los primeros años del Conflicto. Pero el brazo político del IRA, el Sinn Féin, no obtuvo buenos resultados en las elecciones hasta la década de los 80. Durante esos años, la inestabilidad de la zona provocó una recesión económica con altos tasas de inflación y desempleo.
Los candidatos del Sinn Féin comenzaron a desplazar al SDLP en varias circunscripciones nacionalistas, especialmente tras las huelgas de hambre del 81. Durante estas huelgas, el miembro del IRA Bobby Sands fue elegido en las elecciones al parlamento británico en Fermanagh/Tyrone Sur por 30.942 votos frente a los 29.046 de Harry West, el candidato unionista. Tras la muerte de Sands, su escaño fue ocupado por Owen Carron, director de campaña de Sands, que se impuso en la votación por un margen aún mayor que el logrado por Sands. Esta victoria concienció al Sinn Féin, liderado por Gerry Adams de las ventajas de comparacer en futuras elecciones y abandonar la lucha armada. Sin embargo, habría que esperar hasta 1994 para que el IRA Provisional abandonar definitivamente las armas. Después del alto el fuego, Sinn Féin se ha convertido en el partido nacionalista más poderoso de Irlanda del Norte, mejorando sus resultados en la República de Irlanda.
En 1998, Sinn Féin y SDLP firmaron el Acuerdo de Belfast por el cual se estableció el reparto del poder dentro de un gobierno restituido a Irlanda del Norte. Sinn Féin dice que su meta a largo plazo sigue siendo la unificación de Irlanda. La aplicación de este acuerdo aún no se ha completado.

## La actualidad
Los principales partidos políticos representantes de la tradición nacionalista moderada son Fianna Fáil, Fine Gael y el SDLP. Por su parte, el republicanismo irlandés se encuentra representado por Sinn Féin.

### República de Irlanda
El nacionalismo irlandés ha cambiado dramáticamente desde la época del Estado Libre, especialmente tras los años 60, cuando la prosperidad hizo que las prioridades sociales y económicas se modificaran, al igual que las relaciones con el norte.
Las lealtades y rivalidades de la Guerra se han ido difuminando, pero la influencia de la Guerra Civil es aún patente en las diferentes interpretaciones de la historia expuestas por Fine Gael, descendiente de los fundadores del Estado Libre y Fianna Fáil, los herederos de la facción anti-Tratado. Sin embargo, ambos grupos aspiran a una Irlanda unida. Los gobiernos irlandeses han afirmado tras el Acuerdo Anglo-Irlandés de 1985 que respetarán la voluntad de los habitantes de Irlanda del Norte sobre su futuro. Sin embargo, este acuerdo confirma el legítimo papel del gobierno de Irlanda como "consejero" en el Úlster.
En 1998, como parte del Acuerdo de Viernes Santo, los artículos 2 y 3 de la Constitución de Irlanda que reclamaban la soberanía sobre el norte y habían creado resentimiento en las filas unionistas, fueron enmendados, eliminando así cualquier reclamación territorial explícita.
Hasta 1985, Sinn Féin se negó a ocupar sus asientos en el Parlamento de la República, continuando la política de sus predecesores en los años 20 y como muestra de rechazo a un estado irlandés que no consideraban legítimo. Esta postura es hoy en día mantenida únicamente por el pequeño Sinn Féin Republicano, aunque el propio Sinn Féin mantiene una actitud ambigua hacia el reconocimiento de la República Irlandesa.
Los nacionalistas irlandeses no han contemplado su integración en la Unión Europea como una amenaza para la soberanía irlandesa. Esto puede explicarse por varias razones; en primer lugar, Irlanda ha sido un importante beneficiario de los Fondos Europeos; en segundo lugar, la integración ha permitido a Irlanda reducir su dependencia de Gran Bretaña, tanto en lo económico como en lo político.
Una característica del nacionalismo en muchos países europeos es la hostilidad hacia la inmigración extranjera. De momento, esto no se ha producido en el nacionalismo irlandés, pese al gran volumen de inmigrantes recibido por Irlanda en los últimos años. Esto no implica, no obstante, que no exista un sentimiento antiinmigración. En 2004, fue revocada una cláusula añadida a la constitución que concedía la nacionalidad irlandesa a cualquier persona nacida en Irlanda. La preocupación del pueblo irlandés era que esto permitiría permanecer en el país a cualquier pareja que tuviera un hijo, independientemente de su estatus legal.

### Irlanda del Norte
Irlanda del Norte continúa siendo parte del Reino Unido de la Gran Bretaña e Irlanda del Norte, pero una importante minoría nacionalista preferiría formar parte de una Irlanda unida. En Irlanda del Norte, el término "nacionalista" se usa indistintamente para describir tanto a la población católica como a los seguidores del Partido Social Demócrata y Laborista. "Nacionalismo" en este sentido más restringido, hace referencia a una tradición política partidaria de la independencia de una Irlanda unida a través de métodos no violentos. Los nacionalistas más militantes, caso de Sinn Féin son llamados "republicanos" y tienen una consideración distinta.
Por las razones históricas mencionadas, casi todos los nacionalistas norirlandeses son católicos. La postura tradicional nacionalista es considerar que Irlanda del Norte fue creada de manera artificial al ser la única zona del país con mayoría Protestante y Unionista. Según esta visión, las últimas elecciones celebradas en toda Irlanda tuvieron lugar en 1918, cuando el Sinn Féin obtuvo 73 de los 105 escaños en juego con el 46,9% de los votos. Esto ha sido de algún modo olvidado por el Acuerdo de Viernes Santo, respaldados por el Gobierno irlandés, Sinn Féin y SDLP y sancionados por un referéndum celebrado simultáneamente en toda Irlanda. El Acuerdo estipula que el estatus de Irlanda del Norte no podrá ser alterado sin un acuerdo mayoritario dentro de Irlanda del Norte. En teoría, los nacionalistas modernos están dispuestos a "compartir el poder" con los unionistas, con el objetivo a largo plazo de una Irlanda unida con el consenso unionista.
Hay la percepción entre los nacionalistas, y entre la opinión informada de Gran Bretaña, de que los Católicos acabarán superando en número a los Protestantes en próximas décadas, lo que dará lugar a una mayoría de población norirlandesa partidaria de una Irlanda unida. La afiliación religiosa católica, sin embargo, no implica directamente apoyo a la unión con la República, y al sur de la frontera, la posición es un tanto ambivalente, ya que la absorción de Irlanda del Norte implicaría una carga financiera importante para los 26 condados del sur.